# Elgersheimer Hof

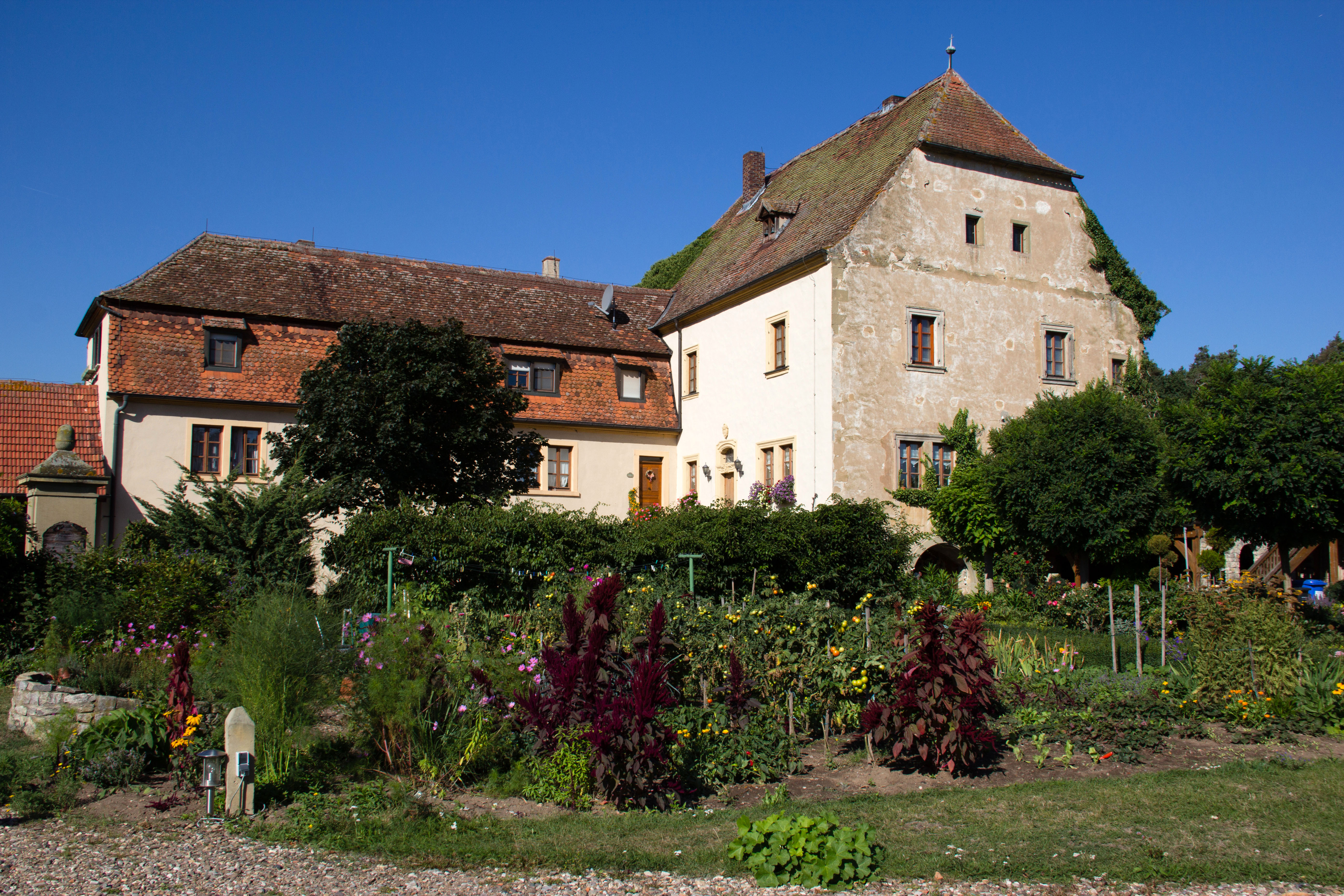
Der Elgersheimer Hof

Der Elgersheimer Hof ist ein ehemaliges Königsgut auf der Flur von Elgersheim und der Gemarkung des Volkacher Ortsteils Fahr. In seiner langen Geschichte wurde der Hof als Königsgut und Ebracher Amtshof genutzt, bevor er im 19. Jahrhundert in ein Altersheim umgewandelt wurde.

## Lage
Das Hofgut befindet sich südöstlich des Volkacher Ortsteils Fahr. Weiter im Süden fließt der Main vorbei, mit dem ein nahegelegener Baggersee, der Hofsee, verbunden ist. Nördlich des Gutes führt die Kitzinger Kreisstraße 34 von Volkach nach Fahr. Der sogenannte Hofweg, der als Fahrradweg genutzt wird, zweigt von ihr ab. Die Fahrer Straße Am Sportplatz beginnt im Nordosten des Hofguts. Die Elgersheimer Flur nimmt eine Fläche von ungefähr 20 Hektar ein.

## Geschichte
Das Hofgut Elgersheim trat erstmals im 7. oder 8. Jahrhundert in Erscheinung. Damals wurde es „Eigilgers Heim“ genannt, was sich auf den Namen eines fränkischen Adeligen bezog und als Königsgut der Franken genutzt. Im 10. Jahrhundert kam das Gut an das Kloster Fulda. Zu Beginn des 12. Jahrhunderts taucht das Gut Elgersheim dann wieder in den Quellen auf. Die Reichsministerialen von Stollberg hatten zu dieser Zeit die Herrschaft über den Hof.
Im Jahr 1178 verkaufte Truchsess Arnold von Rothenburg das Gut an das Kloster Ebrach, das hier einen Amtshof einrichtete. Am 23. Mai 1225 verzichtete Hermann von Castell auf seine Güter um das Hofgut; auch diese wurden der Zisterze Ebrach zugeschlagen. 1340 wurde die Herrschaft des Klosters noch weiter gefestigt, als man die Gerichtshoheit in Elgersheim vom Würzburger Fürstbischof Otto II. von Wolfskeel abkaufte. Im 14. Jahrhundert war der Hof auch Sitz eines eigenen Amtes von Ebrach. Hier sammelte man die Abgaben aus den Orten der Umgebung. Die Abtei besetzte Elgersheim mit zwei Mönchen und einem weltlichen Verwalter.
Nach Zerstörungen im Bauernkrieg und den Wirren des Dreißigjährigen Krieges waren die Gebäude des Hofes im ausgehenden 17. Jahrhundert in ruinösem Zustand. Eine umfassende Renovierung der Gebäude im Stile des Frühbarock wurde vom Abt Wilhelm I. Sölner veranlasst. Ebenso ließ man die Mauer um das Hofgut neu errichten. Im ausgehenden 18. Jahrhundert ergänzte Abt Eugen Montag die Außenrenovierung durch die Stiftung eines klassizistischen Altars für die Hofkapelle.
Mit der Säkularisation kam das Hofgut im Jahr 1803 an Kurpfalzbayern. Die neuen Herren verkauften das Gut an den ehemaligen Abt des Klosters Theres, Benedikt Mahlmeister. Dieser vermachte es im Jahr 1821 der nahegelegenen Stadt Volkach und ließ einen Alterssitz für verarmte Volkacher Bürger in den Räumen des Hofguts einrichten. Jeweils zwölf Pfründner wurden in den folgenden Jahren von den Töchtern des heiligen Erlösers, einem Kloster aus Würzburg, versorgt.
Im April 1954 endete diese Zeit. Die Nonnen wurden nach Würzburg zurückberufen und die Stadt Volkach verpachtete das Hofgut an Familie Seifert. Im Jahr 1980 wurde Elgersheim von der Familie käuflich erworben, die den Hof touristisch erschließen ließ. Bis ins Jahr 1995 fanden regelmäßig Gottesdienste in der hofeigenen Kapelle statt. Die Betreuung übernahm der jeweilige Fahrer Ortspfarrer. Das Bayerische Landesamt für Denkmalpflege ordnet das Hofgut als Baudenkmal unter der Nummer D-6-75-174-197 ein.

## Beschreibung
Das Hofgut ist leicht nach Südosten ausgerichtet und bildet ein Rechteck. Das Gutshaus befindet sich im äußersten Nordwesten der Anlage, ein Nebengebäude schließt sich direkt südlich an das Gebäude an. Weitere moderne Nebenbauten reihen sich im Süden an, bevor das Gutsgelände mit einer alten Scheune abschließt. Mauerreste findet man im Norden und Osten der Anlage. Sie sind im Nordosten durch ein Eckgebäude miteinander verbunden.

### Gutshof

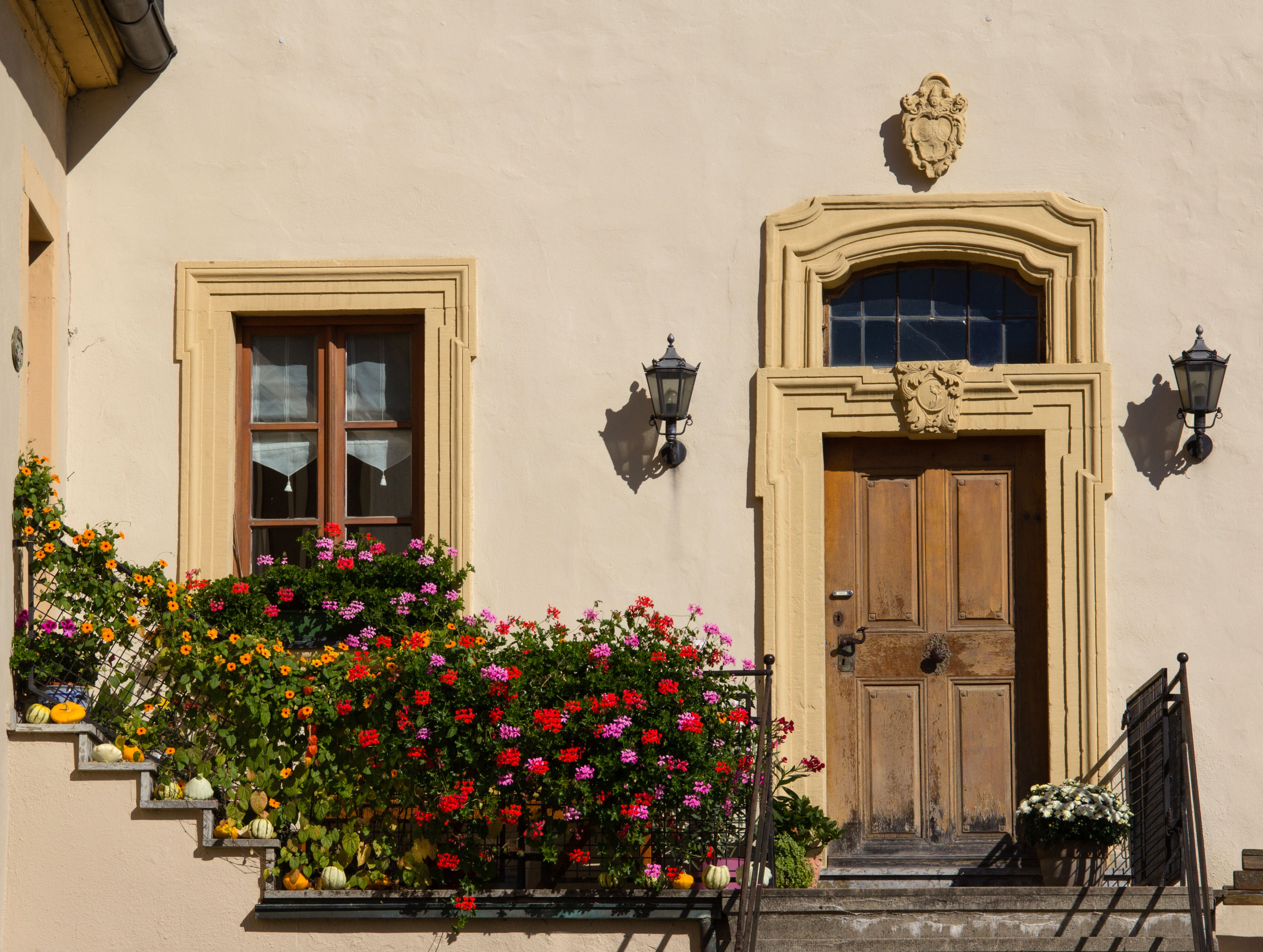
Das Portal des Gutshof

Der Gutshof wurde im Jahr 1712 erbaut, was eine Inschrift auf einem Wappen des Abtes Paulus Baumann belegt. Hierbei ließ man die alten Fundamente allerdings stehen. Es ist zweigeschossig und schließt mit einem Halbwalmdach mit Schleppgauben ab. Der Hof wurde aus verputztem Natursteinmauerwerk errichtet. Die Breite wird von zwei Fensterachsen gegliedert. Im unteren Geschoss sind zweibahnige Sandsteinfenster mit geohrten Rahmungen zu erkennen, während sich oben einbahnige Fenster befinden. Der Giebel wird von zwei Schlitzfenstern unterbrochen.
Im Norden des Hofes sind die ebenfalls geohrten Fenster auf die westliche Gebäudehälfte beschränkt. Im Süden ist dieser Gebäudeteil durch das angebaute Nebengebäude verdeckt, eine Treppe leitet zum Eingang des Hofs über. Das Portalgewände ist geohrt und wird von einem Fenster überragt. Der Giebelstein wird von einem Medaillon gebildet, auf dem eine Blume dargestellt ist. Ein Wappenstein befindet sich oberhalb des Portals.
Im Inneren des Hofs befindet sich die Kapelle. Ihr einziges Ausstattungselement ist der klassizistische Marienaltar. Er ist in Weiß und Gold gehalten und wird vom Abtswappen des Eugen Montag überragt. Als Altarblatt befindet sich zentral ein Gemälde Marias. Sie ist als Herzogin von Franken dargestellt und von den vierzehn Nothelfern umgeben.

### Nebengebäude
Das größte Nebengebäude des Gutshofs schließt sich im Süden an diesen an. Es reicht mit seinem Dach lediglich an die Traufe des danebenstehenden Baus und schließt mit einem Mansarddach ab, das im Süden in einem Halbwalm ausläuft. Wie der Gutshof ist es zweigeschossig und stammt aus dem frühen 18. Jahrhundert. Das Obergeschoss des Gebäudes wird im Osten von zweibahnigen Fenstern beherrscht. Im Untergeschoss sind einbahnige Fenster angebracht. Der Westen ist beinahe fensterlos.
Ein überdachter Eingangsbereich befindet sich noch weiter südlich. Ein Wappen von 1491 wurde hier angebracht. Es wird von einem Engel überragt und ist dreigeteilt. Unten erkennt man einen Eber mit einem Abtsstab im Maul, vorne ist ein Adler zu sehen, während hinten ein Greif erscheint. Eine Inschrift lautet: „A de Eberaco 14.“ (ausf. Abt von Ebrach 14.). Eine weitere Tafel mit einer Inschrift geht auf die Stiftung durch Benedikt Mahlmeister im 19. Jahrhundert ein: „Benedict Mahlmeister, letzter Abt des Klosters Theres, hat den Armen seiner Vaterstadt Volkach als den Haupt-Erben seines Vermögens diesen Hof Elgersheim zum Zufluchts-Ort bestimmd (sic.). Ruhe sanft Menschenfreundlicher Wohltäter!“
Nach weiteren modernen Nebengebäuden folgt im Süden die Scheune der Anlage. Es handelt sich um einen kleinen Bruchsteinbau mit einem Halbwalmdach. Die Mauer der Anlage wurde zu Beginn des 18. Jahrhunderts errichtet. Obwohl früher das gesamte Areal von Mauern umgeben war, sind heute nur noch Reste im Norden und Osten zu erkennen. Eine quadratische Säule auf dem Platz hinter dem Eingang zum Hof ist mit ihrer Inschrift ebenfalls dem Abt Mahlmeister gewidmet.

### Umgebung
In der Nähe liegt das Naturschutzgebiet Sandgrasheiden am Elgersheimer Hof.